# Calocedrus decurrens
Calocèdre, Cèdre blanc de Californie
Espèce
Statut de conservation UICN

 LC  : Préoccupation mineure
Calocedrus decurrens, appelé aussi Calocèdre, Cèdre à encens ou Cèdre blanc de Californie, est une espèce végétale de la famille des Cupressaceae et du genre Calocedrus (cèdres à encens). Cet arbre est originaire de la côte ouest de l'Amérique du Nord.

## Nomenclature
L’espèce fut d’abord décrite en 1853 par le botaniste américain John Torrey (1796-1873) sous le nom de Libocedrus decurrens Torr., publiée dans Smithsonian Contributions to Knowledge 5(1) [6(2)]: 7, plate 3. L’auteur indique l’avoir trouvé dans le cours supérieur du fleuve Sacramento.
Puis un siècle plus tard, en 1956, Carl Rudolph Florin transfère l’espèce dans le genre Calocedrus fournissant la nouvelle combinaison Calocedrus decurrens (Torr.) Florin, publié dans Taxon 5: 192. 1956.

## Étymologie
Le nom de genre Calocedrus vient du grec καλός – kalos, « beau » et κέδρος – kedros, « cêdre, genévrier », soit « beau cèdre ». Le basionyme Libocedrus vient du grec, λιβρος – libos, « goutte, larme », et  κέδρος - kedros, « cèdre », soit « cèdre qui exsude de la résine ».
L’épithète spécifique decurrens vient du participe présent du mot latin decurro, « descendre en courant » ; en botanique, « décurrent » a la valeur spéciale « dont les feuilles se prolongent en ailes sur la tige ».

## Distribution, habitat

Répartition naturelle du Calocèdre

Selon POWO, l’aire de répartition naturelle de l’espèce s’étend sur une partie de la côte ouest des États-Unis et du Mexique : de l’ouest de l’Oregon au Mexique (Basse-Californie du Nord).
Elle a été introduite en Grande-Bretagne Italie Espagne où elle s’est naturalisée. Elle est cultivée dans certains parcs comme au Jardin des plantes de Paris.
Le calocèdre fut introduit en Europe en 1852. L'arbre apprécie les terrasses alluviales aux pieds des montagnes. L'arbre supporte les températures allant jusque -30 °C. Pour qu'il puisse se développer dans de bonnes conditions, il lui faut un sol assez profond et humide et un ensoleillement léger. Il supporte bien les substrats calcaires et il résiste à la pollution atmosphérique.

## Synonymes
Selon POWO, Calocedrus decurrens (Torr.) Florin possède 9 synonymes, dont 
3 synonymes homotipiques
- Heyderia decurrens (Torr.) K.Koch dans Dendrologie 2(2) : 179 (1873)
- Libocedrus decurrens Torr. dans la Pl. Frémont. : 7 (1853)
- Thuja decurrens (Torr.) Voss dans Mitt. Deutsch. Dendrol. Ges. 16 : 88 (1907)

## Description
Dans son habitat naturel, il peut atteindre de 30 à 40 mètres, et même 57 m et un diamètre du tronc de 3,6 m. Il pousse en compagnie du Sapin de Vancouver, du Douglas et du Pin jaune.
Jeune, il pousse assez lentement et ses fruits n'apparaissent qu'à l'âge de 50 ans environ. En Europe où on le plante pour l'ornement de parcs, il dépasse rarement les 30 mètres (il existe un sujet de 46 m à l'arborétum de La Jonchère-Saint-Maurice en Haute-vienne).
Le tronc qui s'élargit à la base est de couleur brun-rouge. Les segments des rameaux sont jusqu’à 2 fois plus longs que larges.

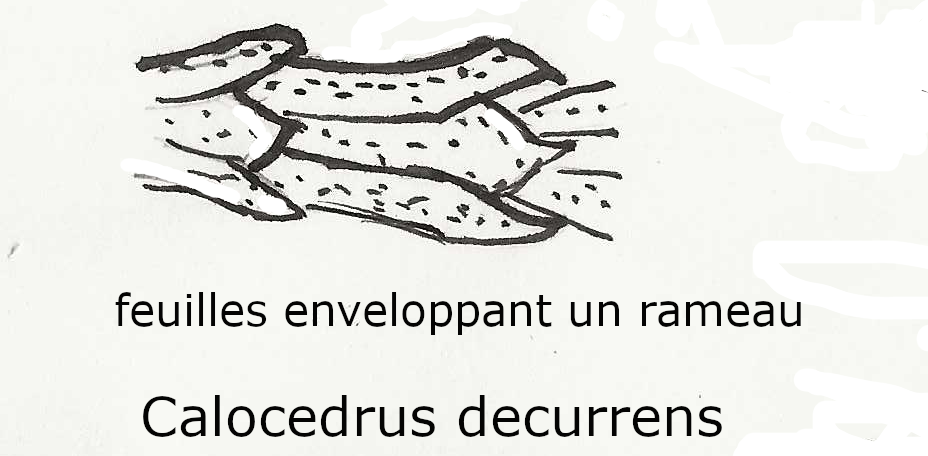
Feuilles squamiformes enveloppant un rameau (invisible) de Calocedrus decurrens, disposées en verticille de 4

Les feuilles squamiformes, longues de 3–14 mm dont la plus grande partie font partie de la base décurrente (qui enveloppe le rameau) sont disposées en verticilles de quatre autour du rameau, avec un apex aigu.
L'arbre fleurit à la fin avril. Les chatons mâles (dits aussi cônes polliniques) sont jaunes et poussent au bout des rameaux. Les fleurs femelles sont vertes. Les cônes de graines sont ellipsoïdes et mesurent environ 25 mm ; ils mûrissent en septembre dans l'année de la fécondation. Ils se composent de trois paires d'écailles ligneuses, terminées par une courte pointe. Les graines se retrouvent seulement sous les deux écailles centrales (2 graines par écaille). La semence allongée est munie de deux ailes de longueurs différentes.

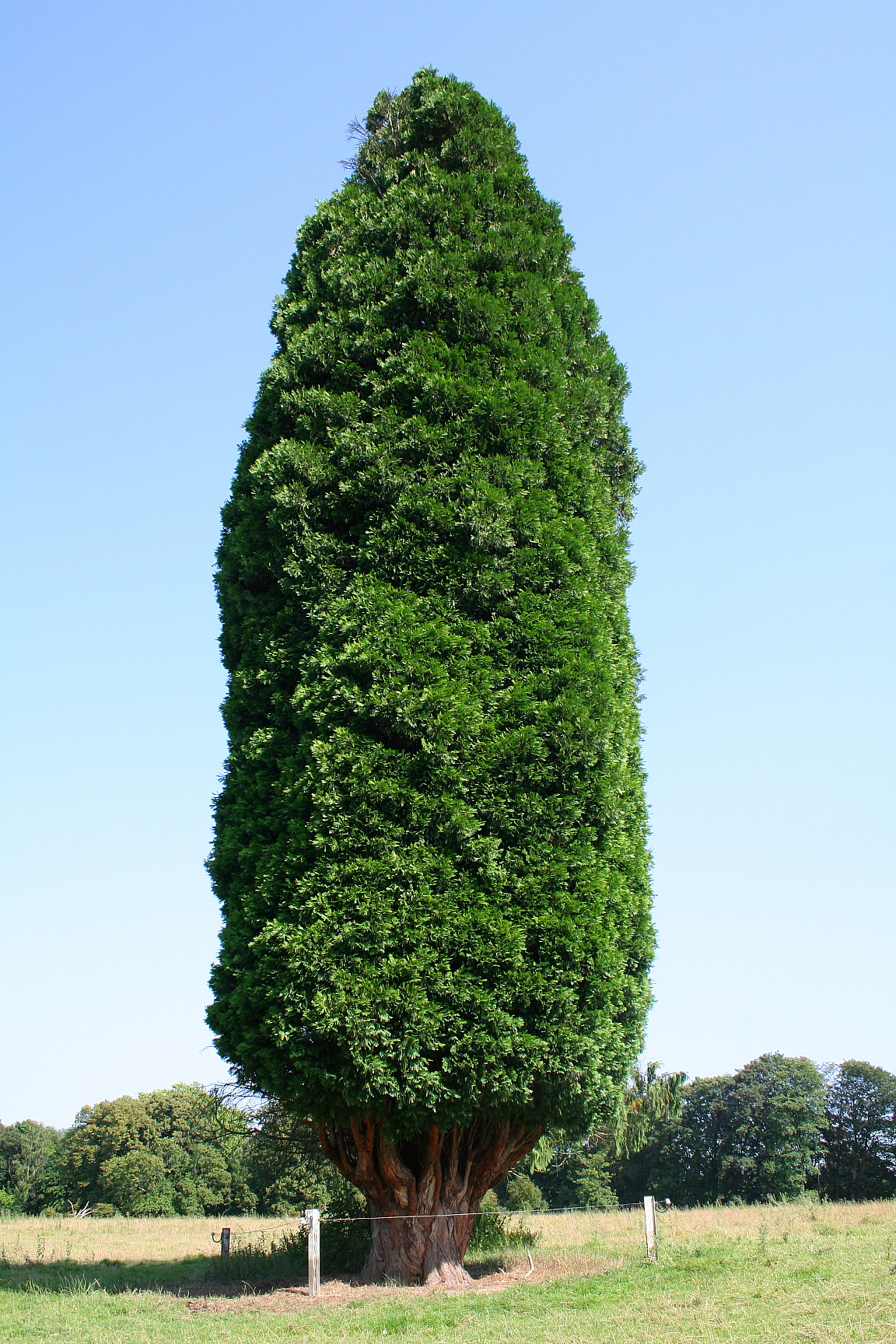
Habitus
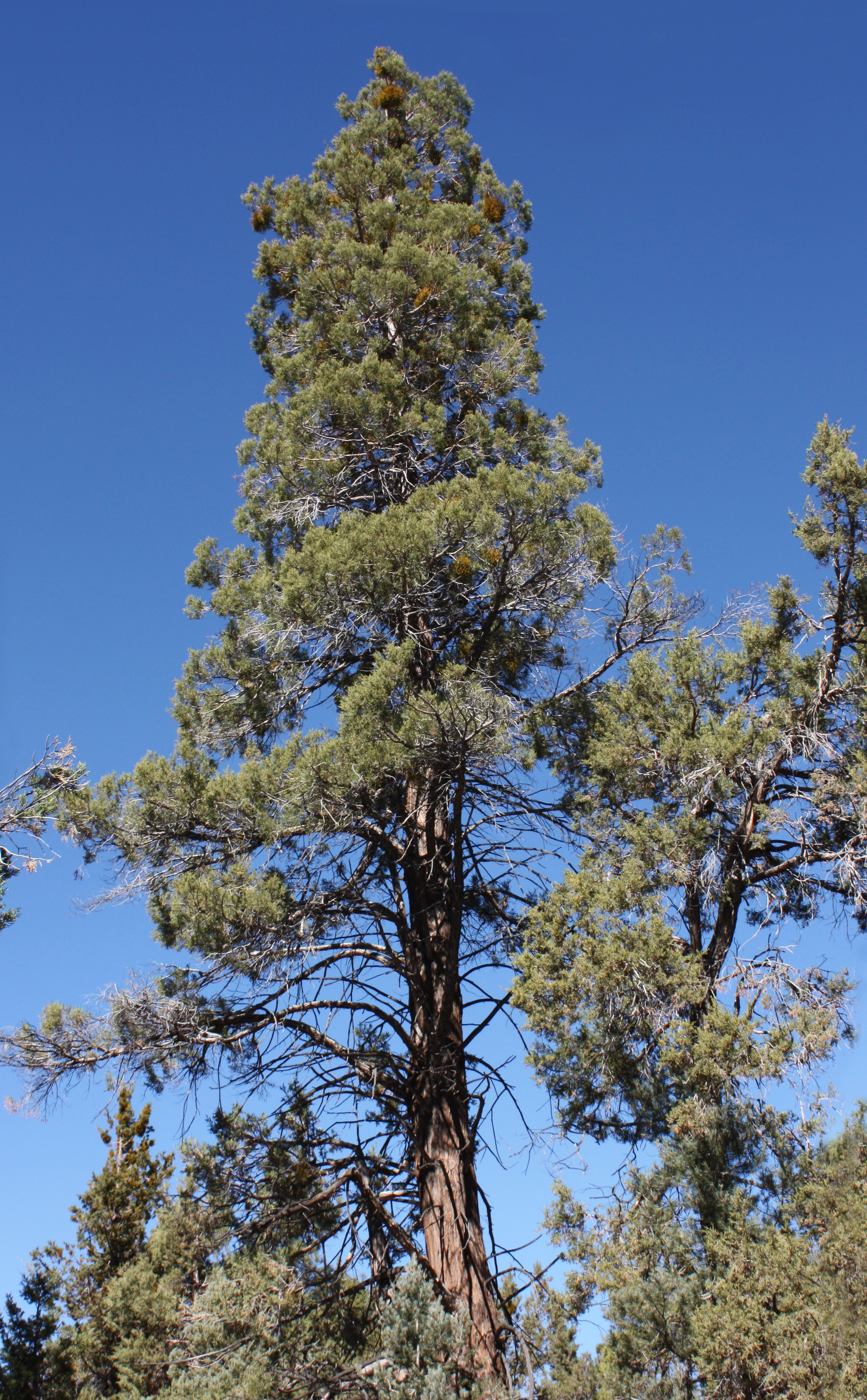
Big Bear Lake, San Bernardino Mts., California.
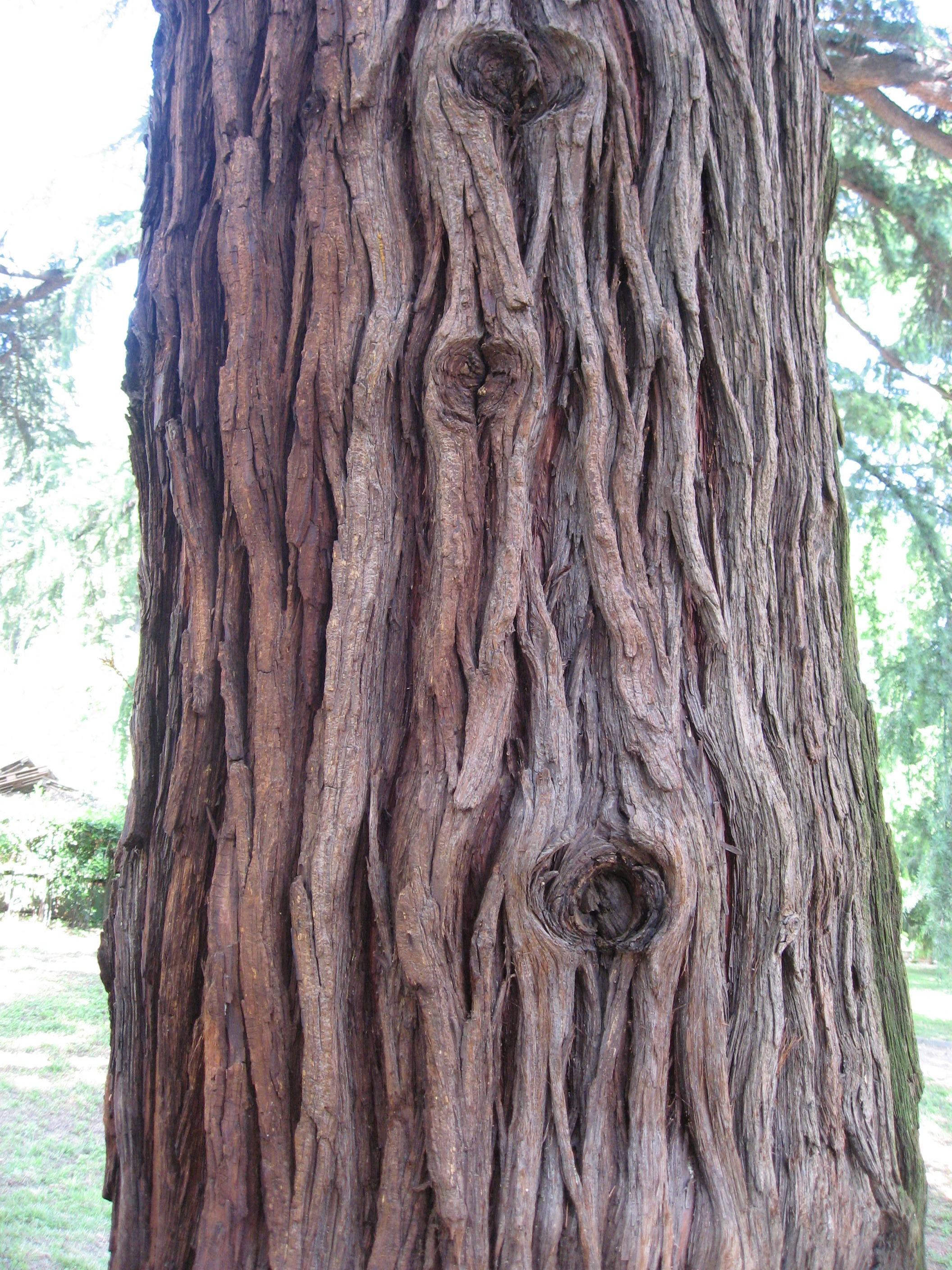
Tronc
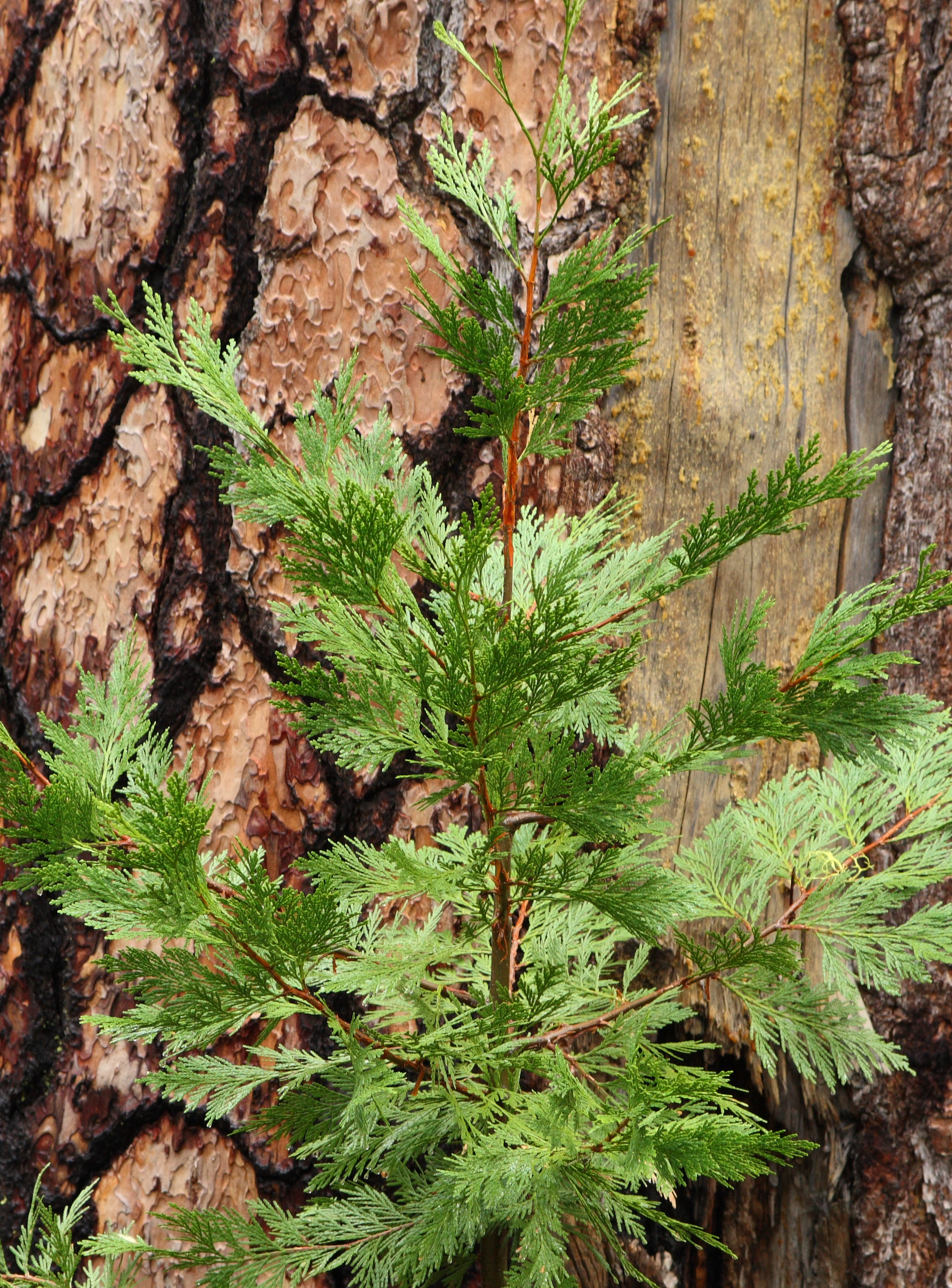
Jeune plant
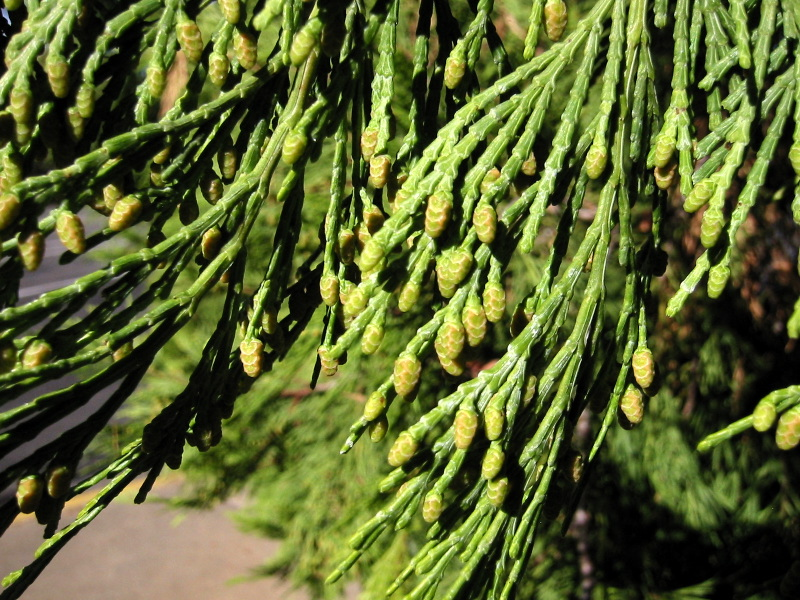
Feuillage et cônes mâles terminaux
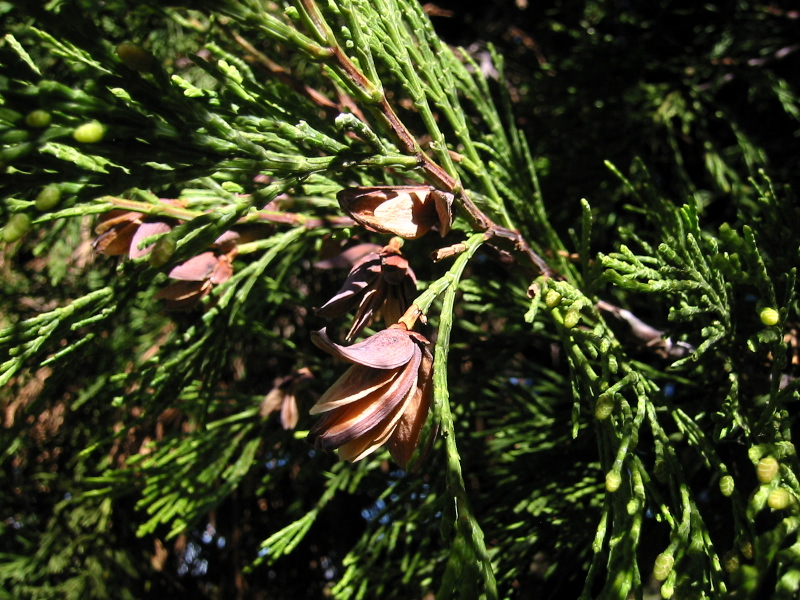
Feuillage et cônes femelles
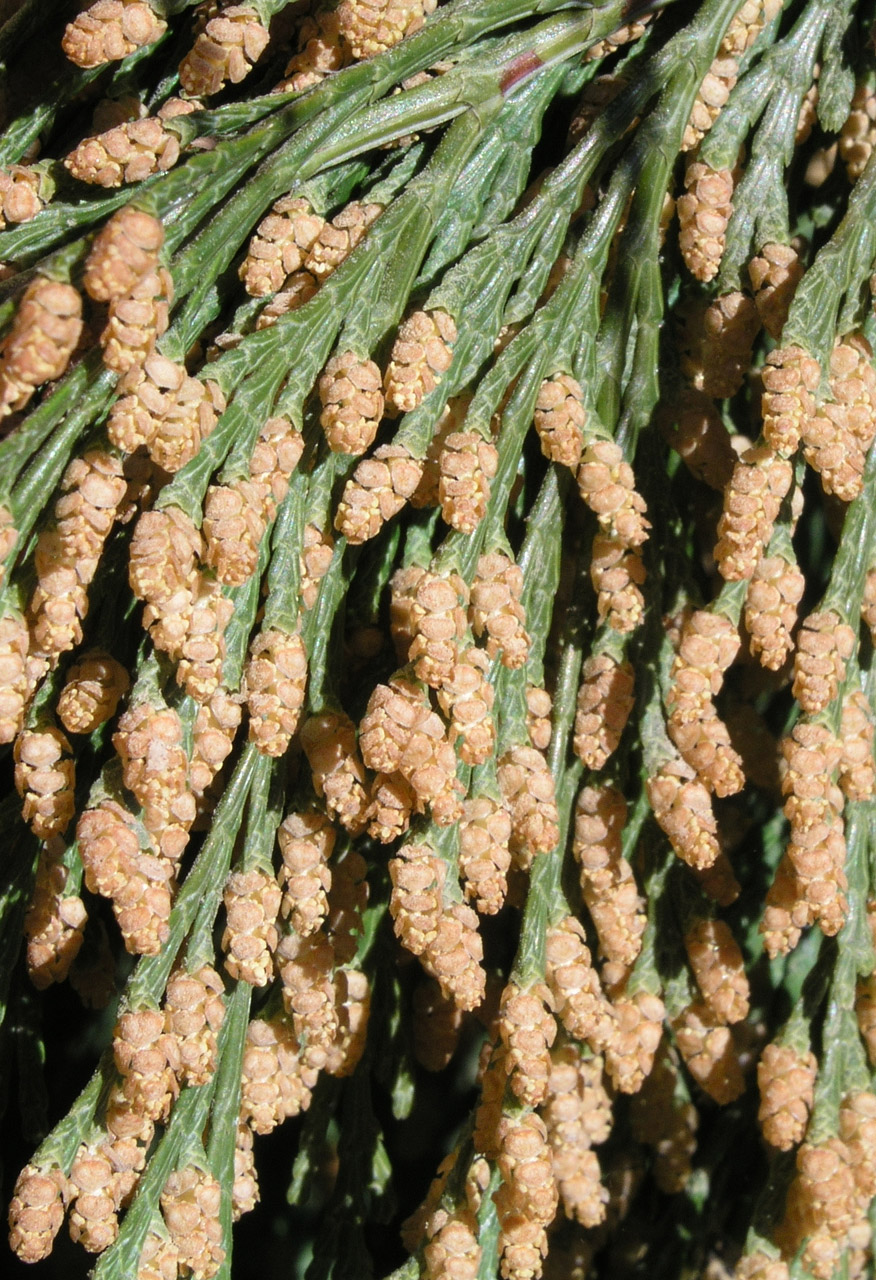
Cônes polliniques
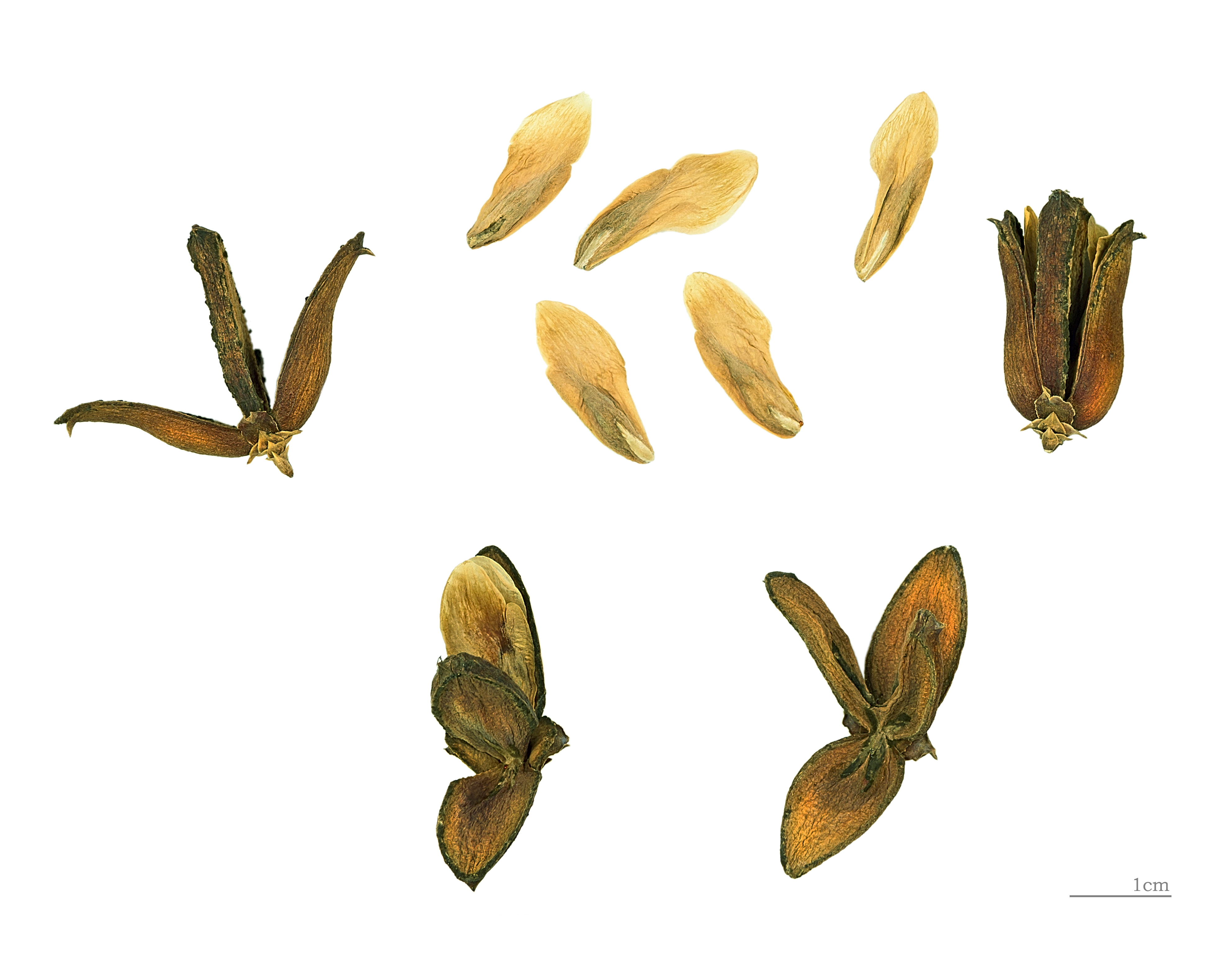
Cônes femelles et graines - Muséum de Toulouse

## Habitat
Originaire de l'ouest de l'Amérique du Nord, l'arbre se retrouve de la Californie à l'Oregon mais aussi jusqu'au Canada.

## Utilisation
du bois

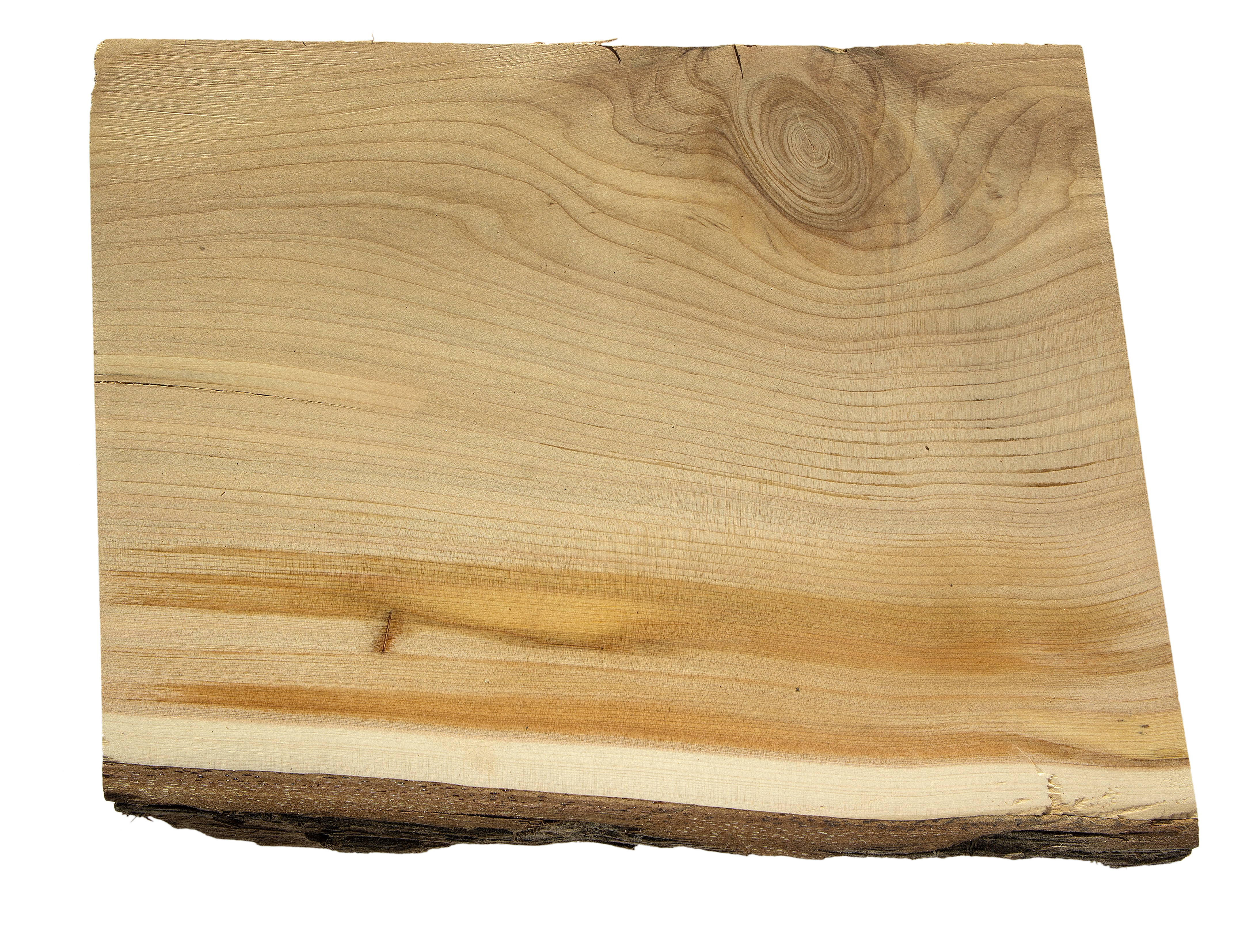
Bois

Le bois du calocèdre est léger, droit, très finement grainé et homogène, ce qui le rend idéal pour la fabrication de crayons.
C’est aussi un bois d’œuvre utilisé en menuiserie légère intérieur comme lambris et moulures décoratives.
ornementale
Arbre d’alignement ou isolé dans les parcs et grands jardins, notamment en climat méditerranéen ou californien.